# Municipio de Croyle
El municipio de Croyle (en inglés: Croyle Township) es un municipio ubicado en el condado de Cambria en el estado estadounidense de Pensilvania. En el año 2000 tenía una población de 2.233 habitantes y una densidad poblacional de 47.2 personas por km².

## Geografía
El municipio de Croyle se encuentra ubicado en las coordenadas 40°20′00″N 78°44′29″O / 40.33333, -78.74139.

## Demografía
Según la Oficina del Censo en 2000 los ingresos medios por hogar en la localidad eran de $31,250 y los ingresos medios por familia eran $37,500. Los hombres tenían unos ingresos medios de $28,981 frente a los $20,121 para las mujeres. La renta per cápita para la localidad era de $14,130. Alrededor del 9,0% de la población estaban por debajo del umbral de pobreza.